# Titus (opera)
 For alternative betydninger, se Titus (flertydig). (Se også artikler, som begynder med Titus)
Titus (La clemenza di Tito), KV 621, er en opera seria af Wolfgang Amadeus Mozart. Titus er Mozarts sidste opera, som han gik i gang med efter at hovedparten af Tryllefløjten (Die Zauberflöte) var skrevet. Han afsluttede først Tryllefløjten, da han vendte tilbage til Wien efter at Titus havde haft premiere i Prag. Niemetschek, der var den første, der skrev en biografi om Mozart, mener, at Titus blev færdig på bare 18 dage i en sådan hast, at en anden, formentlig eleven Franz Xaver Süssmayr, måtte gøre recitativerne færdig. Titus var blevet bestilt til kroningen af kejser Leopold II som konge af Bøhmen. Urpremieren fandt sted den 6. september 1791.
Operaens libretto er skrevet af Metastasio og tilpasset af hofdigteren Caterino Mazzolà. Historien bygger på Titus Flavius Vespasianus' liv. Metastasio fandt inspiration fra nogle korte antydninger i De vita caesarum af den romerske forfatter Suetonius.
Operaen var populær i mange år efter Mozarts død, men er af flere forskere blevet betragtet som en af komponistens mindre gode. Titus havde premiere i en ny opsætning på Det kongelige Teater af David McVicar i 2004.